# Pomnik Wyzwolenia Wrocławia
Pomnik Wyzwolenia Wrocławia – pomnik wzniesiony we Wrocławiu na Wzgórzu Słowiańskim.
Pomnik wykonany z białego cementu, projektu Janiny Szczypińskiej i wykonany przez Wrocławskie Zakłady Kamienia Budowlanego i Cech Rzemiosł Metalowych, został odsłonięty w maju 1980 r. Ma formę płomieni, co symbolizuje zniszczone i płonące miasto. Poświęcony jest wrocławskim pionierom pierwszych lat powojennych. Na pomniku znajduje się napis "W XXXV rocznicę wyzwolenia Miasta Wrocławia Towarzystwo Miłośników Wrocławia i Społeczeństwo dzielnicy Śródmieście - Wrocław 1980". Na cokole znajduje się napis wykonany z brązu "Pionierom Wrocławia". 